# Psylla eriobotryae
Psylla eriobotryae är en insektsart som beskrevs av Yang 1984. Psylla eriobotryae ingår i släktet Psylla och familjen rundbladloppor. Inga underarter finns listade i Catalogue of Life.